# Гуляев, Николай Григорьевич
Никола́й Григо́рьевич Гуля́ев (27 марта 1990 года, Якутская АССР, СССР) — российский шашист (русские и международные шашки), бронзовый призёр чемпионата мира по русским шашкам 2015 года, чемпион мира по международным шашкам среди молодежи (2007), серебряный (2014) и бронзовый призёр (2024) чемпионата России по русским шашкам, победитель чемпионата России по русским шашкам в программе быстрые шашки (2021) и в программе блиц (2014, 2023). Международный гроссмейстер.

## Биография
Учился в Чурапчинском государственном институте физической культуры и спорта.

## Спортивные достижения
Участник чемпионата Европы по международным шашкам 2008 года (38 место), 2010 (35 место), чемпионата Европы по русским шашкам 2016 (4 место), 2019 (2 место), 2021 (19 место).
Чемпионат мира по международным шашкам 2017 (9 место в полуфинале А). Чемпионат мира по русским шашкам
2017 (10 место)